# Glinojeck
Glinojeck este un oraș în Polonia.